# Convento de San Juan de la Cruz (Segovia)
El convento de San Juan de la Cruz es un convento de la ciudad española de Segovia.

## Descripción

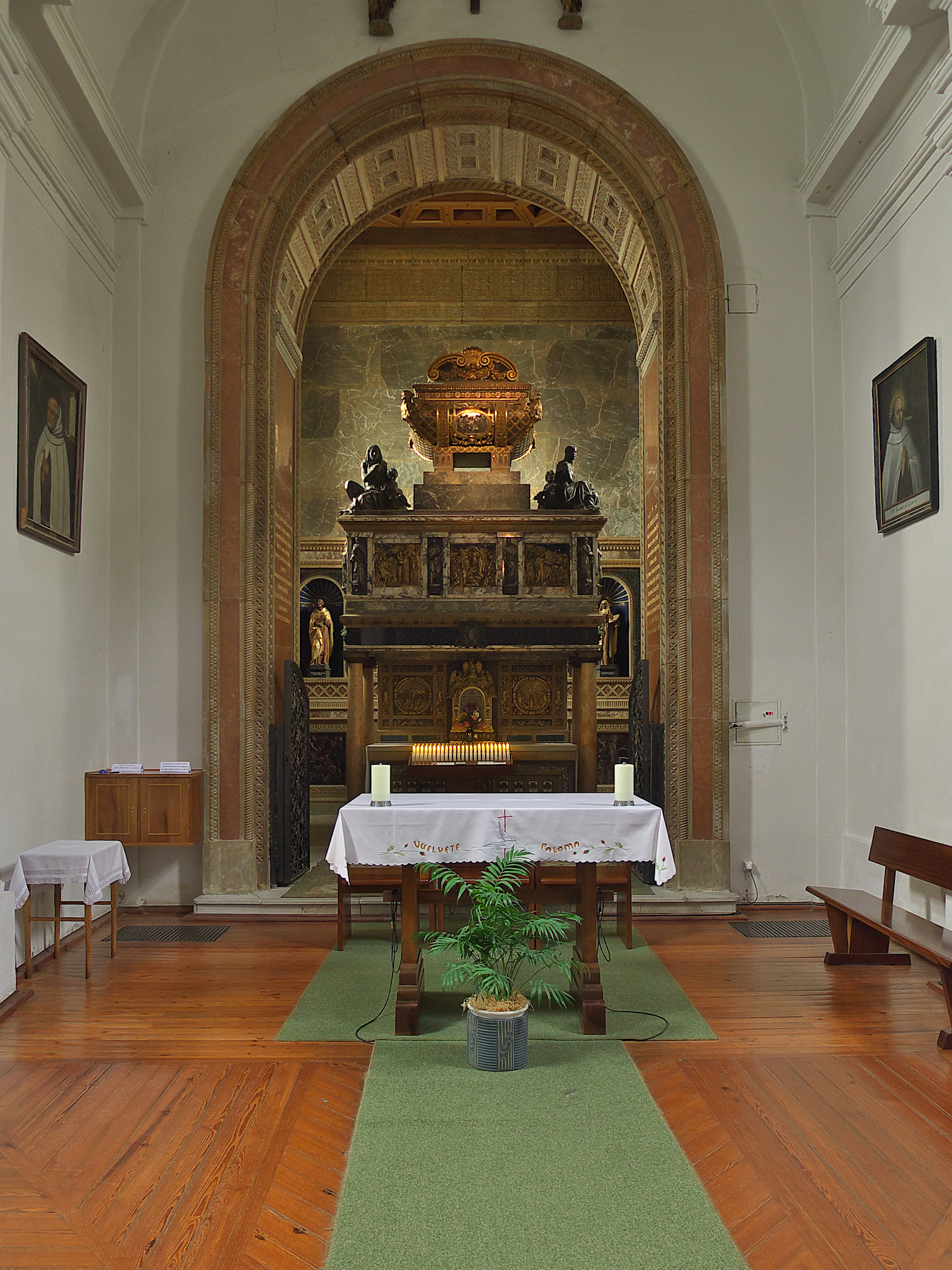
Sepulcro de San Juan de la Cruz

Se trata de un convento de la Orden de los Carmelitas Descalzos que se encuentra en la ciudad de Segovia, en la comunidad autónoma de Castilla y León, en España. Se ubica al norte de la ciudad, muy cerca del Santuario de la Fuencisla, de la iglesia de la Vera Cruz, y del monasterio de Santa María del Parral, y contiene en su interior el sepulcro de San Juan de la Cruz, el cofundador de la orden y doctor de la Iglesia.
El convento cuenta con el denominado «Centro de Espiritualidad "San Juan de la Cruz"», destinado a reuniones, ejercicios y retiros espirituales.

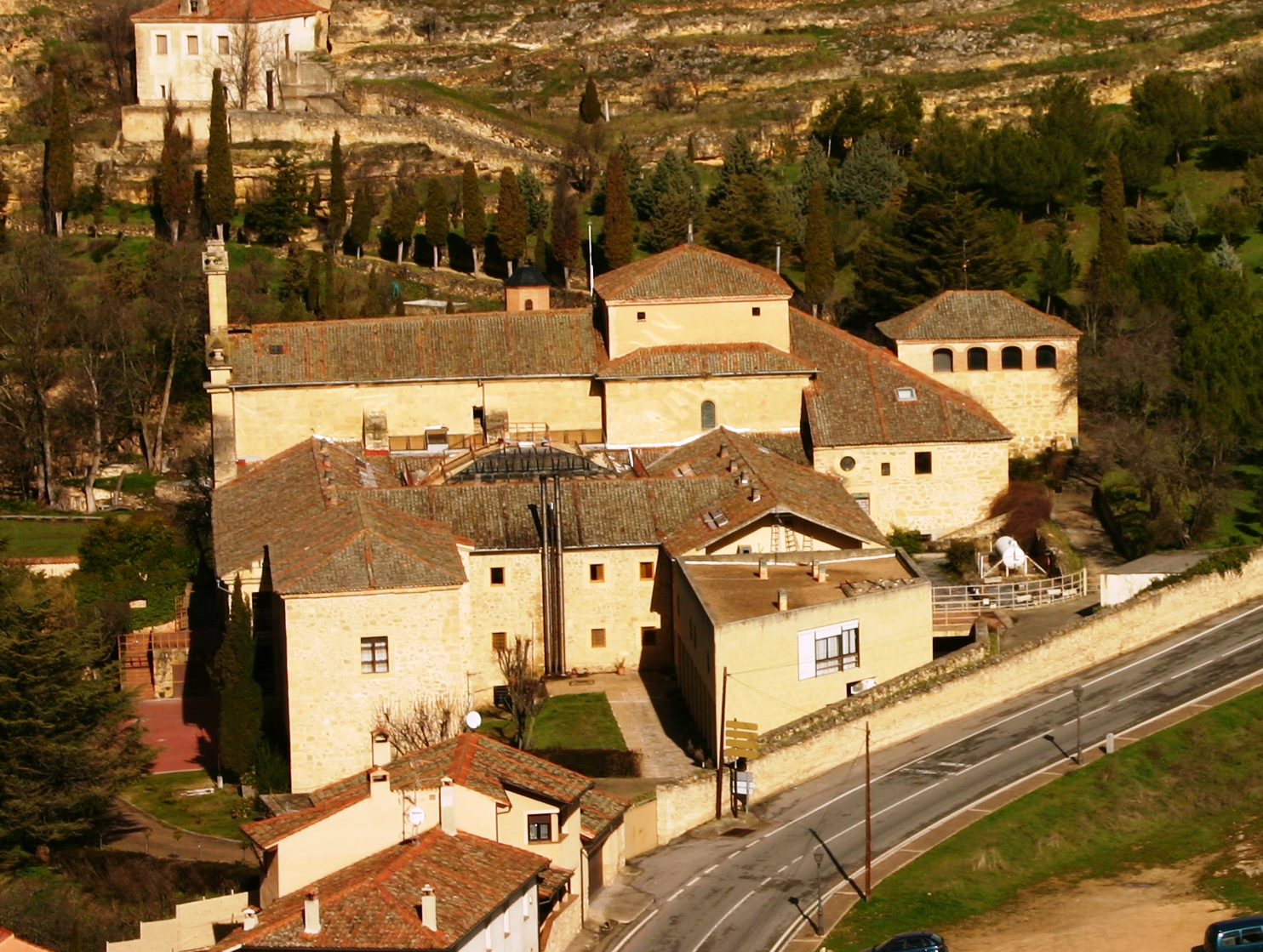
Convento